# ケーラン・ドリス
ケーラン・ドリス（Caelan Doris、1998年4月2日 - ）は、ユナイテッド・ラグビー・チャンピオンシップのレンスターに所属する、アイルランドのラグビーユニオン選手。

## 略歴
アイルランドのメイヨー県バリナ生まれ。 
ユニバーシティ・カレッジ・ダブリン在学中に、U20アイルランド代表に選ばれてキャプテンを務めた。U20アイルランド代表として14試合に出場した。 
2017年、レンスターのアカデミーに加入。2018-19シーズンを前に、レンスターのシニアチームに昇格した。レンスターとの契約は2027年7月まで続く。 
2020年、シックスネイションズ・チャンピオンシップに向けて、初めてアイルランド代表に召集。2020年2月1日のシックスネイションズ開幕戦スコットランド戦で、ナンバー8として先発でデビューしたが、キックオフから4分で脳しんとうのため退場した。 
2023年9-10月、ワールドカップ2023に、アイルランド代表として全試合ナンバー8で先発出場した。 
2023年11月、ワールドラグビー男子15人制・ドリームチーム・オブ・ザ・イヤーに、6番（フランカー）で初選出された。 
2024年2月、シックスネイションズ・チャンピオンシップのイタリア戦で、アイルランド代表のキャプテンを初めて務めた。 
2024年11月、ワールドラグビー男子15人制・ドリームチーム・オブ・ザ・イヤーに、ナンバー8で選出された。 